# 圣贝尔纳 (上莱茵省)
圣贝尔纳（法語：Saint-Bernard，法語發音：[sɛ̃ bɛʁnaʁ] ⓘ）是法国上莱茵省的一个市镇，属于阿尔特基什区。

## 地理
圣贝尔纳（47°40'16"N, 7°12'6"E）面积6.04 平方千米，位于法国大東部大區上莱茵省，该省份为法国东部内陆省份，是阿尔萨斯的一部分，今与下莱茵省组成了阿尔萨斯欧洲集体，其北临下莱茵省，西接孚日省，西南接贝尔福地区省，东侧沿莱茵河与德国相望，南与瑞士接壤。
与圣贝尔纳接壤的市镇（或旧市镇、城区）包括：巴尔什维莱尔、艾德维莱尔、埃格林根、卡尔斯帕克、贝恩维莱尔。

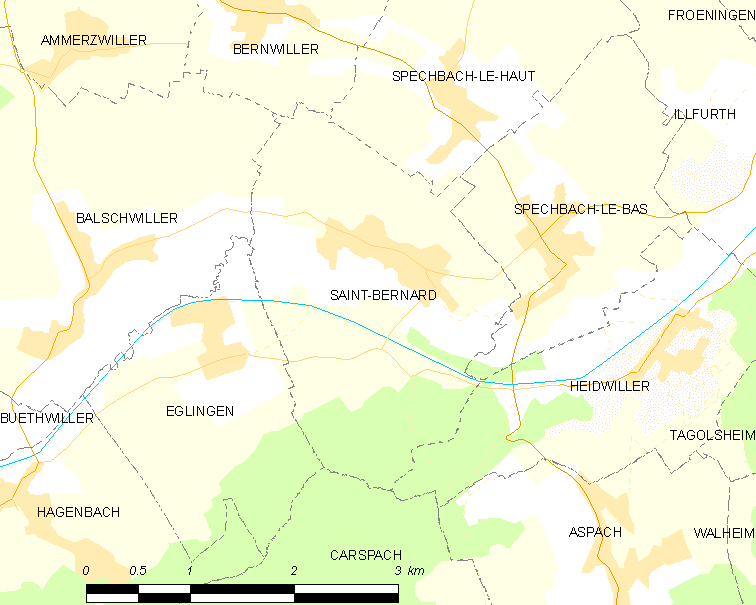
的OSM定位图

圣贝尔纳的时区为UTC+01:00、UTC+02:00（夏令时）。

## 行政
圣贝尔纳的邮政编码为68720，INSEE市镇编码为68081。

## 政治
圣贝尔纳所属的省级选区为阿尔特基什县。

## 人口

1962-2008年间人口变化图示

圣贝尔纳于2022年1月1日时的人口数量为597人。